# Aspidotis meifolia
Aspidotis meifolia är en kantbräkenväxtart som först beskrevs av D. C. Eat., och fick sitt nu gällande namn av Pichi-serm. Aspidotis meifolia ingår i släktet Aspidotis och familjen Pteridaceae. Inga underarter finns listade.